# Bárbara Navarro
Bárbara Navarro Jiménez-Asenjo (Madrid, 1974) es una jurista y CEO española, ex-directora internacional en Google, y  responsable del servicio de estudios, asuntos públicos y relaciones institucionales del banco Santander.  

## Biografía
Se graduó en Derecho y realizó un máster en Prácticas Jurídica en la  Universidad Politécnica de Comillas. Obtuvo una diplomatura en Estudios Avanzados por la Universidad Politécnica de Madrid.  Máster Executive MBA por el IESE Business School de la Universidad de Navarra. Sacó la oposición de agente de propiedad intelectual. También se matriculó en los cursos de doctorado de la Universidad Complutense, logrando la suficiencia investigadora. Es defensora de herramientas tecnológicas para el desarrollo, la paz y las libertades. Le gusta correr maratones y ha participado en los de Nueva York, Berlín, Estocolmo, Tokio o el Gobi.

### Trayectoria profesional
En el despacho Gómez-Acebo tuvo su primer contacto con el mundo laboral y aprendió que a veces hay que ser autodidacta para lograr resolver retos que no se habían presentado con anterioridad.
Trabajó casi ocho años como directora en el Departamento Internacional de marcas de la Multinacional Clake, Modet & Co. especializada en Propiedad Industrial e Intelectual, donde aprendió a gestionar equipos. Posteriormente trabajó como directora de Desarrollo de Propiedad Intelectual en NBC Universal, aquí vivió el trabajo en un ambiente americano. Durante este tiempo y como complemento a su trabajo, impartió clases como profesora asociada. Primero en la Universidad Carlos III, en Derecho de Sociedades, posteriormente dirigió un máster de la Escuela de Organización Industrial sobre economía digital.
En 2008 se incorporó a Google, donde durante siete años fue la directora de Políticas Públicas y Relación con los Gobiernos de Portugal, Italia y Grecia. Los conocimientos adquiridos hasta entonces, en jurisprudencia y gestión, le fueron de gran utilidad.
En el año 2012, impulsó la Cátedra de Privacidad en España junto con la Universidad CEU. Ésta es la primera cátedra de estas características que Google promueve en un país. En el año 2013, también impulsó el Observatorio para el Análisis y Desarrollo de Internet en España.
Desde 2014,  se ha estado ocupando de la dirección de Políticas Públicas y Asuntos institucionales de Google. Tanto en la región Asia-Pacífico, como Oriente Medio, África y Rusia. Desde Hong Kong, donde reside en la actualidad. En este nuevo entorno aprendió que hay que salir de la zona de confort y adentrarse en la diversidad.
Forma parte de distintos patronatos: Cotec, Fundación Complutense, España Digital, Fundación Haz lo Posible, FAC, Digital Asia, AIC, ACCA. Fue reconocida como una de las emprendedoras españolas  más influyentes.
En 2022,pasó a formar parte del banco Santander como responsable del servicio de estudios, asuntos públicos y relaciones institucionales. En 2024 Formaba parte del Consejo científico del Real Instituto El Cano

## Premios y reconocimientos
- En 2013.  Incluida en el ranking "Top 100 Mujeres Líderes de España".[38][39]
- En 2013. Reconocida, por la Fundación Dintel, como personaje del año en el sector privado.[40]
- En 2018. Premio Digital El Español.[41] Por ser una de directivas de Google más importantes del mundo.